# Блокада Дубровника
Блокада Дубровника назив је за војну операцију која се одвијала од Превлаке и Конавала на истоку бојишта и града Дубровника, до Дубровачког приморја на западу бојишта. ЈНА је извела  војну операцију блокаде Дубровника како би растеретила фронт и везала хрватске паравојне снаге за југ ратишта. Ратне операције код Дубровника и његове околине трајале су од првих напада ЈНА на подручје Превлаке и Конавала 1. октобра 1991. до деблокаде Дубровника 26. маја 1992. године. Циљ ЈНА је био што веће везивање хрватских паравојних снага на јужном бојишту на једном уском простору.

## Увод
Дубровник је град смештен на крајњем југу Хрватске са добро очуваним градским језгром који је уврштен у попис УНЕСКО-ве Светске баштине. Познат је као туристичко место, због чега је седамдесетих година 20. века био демилитаризован, јер се сматрало да војницима и војсци није место у једном туристичком граду. Ради тога је по проглашењу независности Хрватске 1991. године, био један од ретких градова који није имао војнике ЈНА, те је зато био поштеђен разарања током борби за касарне.

## Почетак борби
Октобра 1991. године снаге ЈНА крећу према положајима хрватских паравојних формација,ТО и добровољачке формације из правца Херцег Новог прешле су границу на Дебелом брегу и кренуле у поход на шире дубровачко подручје. Истовремено су снаге ЈНА и ТО Требиња и Источне Херцеговине, преласком границе код Бргата, извршиле напад на село Бргат и северни део подручја општине и село Осојник на северозападу, а део снага ЈНА, ТО Црне Горе и Источне Херцеговине је кренуо према босанскохерцеговачком селу Равно, насељеном углавном Хрватима и селу Чепикуће у западном делу дубровачке општине. Истог дана авиони ЈРВ су извршили бомбардовање одашиљача ХРТ на брду Срђ изнад самог Дубровника.Војска због неефикасне ЈНА команде  није напредовала очекиваним темпом, па су борбе у Конавлима трајале петнаест дана. Југословенска војска је редом освајала: Превлаку, Груду, Чилипе, Звековицу и Цавтат.
Хрватске снаге су полако потискиване у правцу дубровачке Жупе, а ЈНА је полако заузимала жупска места и насеља. На северном делу општине, код места Бргат, хрватске снаге су пружале жесток отпор, па је ЈНА била присиљена заузети Жупу дубровачку и избити до места Дубац, чиме би Хрвате Бргата довели у неповољни положај и присилила на повлачење. Повлачењем Хрвата из Бргата, отворен је пут ЈНА до самог источног улаза у град Дубровник. Истовремено је ЈНА напредовала и на подручју Осојника, а падом Осојника избија на Јадрански туристички пут у Старој Мокошици, потом заузима Мокошицу и остала места дубровачке Ријеке и долази до места Сустјепан, 2 километра удаљен од западног улаза у Дубровник, где су се хрватске војне снаге успеле утврдити .

## Блокада
Блокада Дубровника није прошла незапажено, па су ускоро у град стигли посматрачи међународне заједнице, који су у неколико наврата посредовали у успостављању примирја. У опкољеном граду, у заточеништву се нашло око 70.000 становника и избеглица из Дубровачког приморја, Ријеке дубровачке, Жупе и Конавала. Хрвати су се утврдили на положајима: Сустјепан, Нунцијата, Јадрански туристички пут, тврђава Империјал на брду Срђ и хотел Белведере, а њихови минобацачи су били распоређени у кампу Солитудо на Бабином куку и парку Градац на Илијиној Главици.
Милан Милишић, песник српског порекла, прва је жртва напада на Дубровник, погинуо је у свом стану 5. октобра 1991. године.
Упркос међународним реакцијама због фаме о наводном ужасном бомбардовању, гранатирање војних циљева  Дубровника и пешадијски напади на најистуренија војна места настављени су истим интензитетом, а 6. децембра 1991. године извршен је најжешћи напад током којег је гранатирано и  градско језгро.

## Завршне операције
Након притиска међународне заједнице и почетка акције за деблокаду Дубровника, ЈНА и остала војска полако напуштају северозападни део дубровачке општине и премештају се унутар граница БиХ, заузимајући све доминантне коте и висове у непосредној близини хрватске границе. Заузимањем тих кота и висова, поготово Голубовог камена, ЈНА је задржала велику предност у односу на хрватску војску и контролу над Јадранским туристичким путем. Већи део регуларне војске ЈНА се повлачи из дубровачког залеђа, али се  припадници ТО Источне Херцеговине укопавају и утврђују своје положаје.
За хрватског заповедника Јужног бојишта постављен је генерал Јанко Бобетко који је кренуо са акцијама деблокаде ширег подручја око Дубровника а  потом и офанзивама на Требиње.
Током хрватске операције Чагаљ, којој је циљ био заузимање источних делова Херцеговине, снаге ХВО и ХВ су избиле на подручје Попова поља чиме су створиле предуслове за даље нападне акције на Источну Херцеговину.
Операцијом Тигар Хрватска војска је хтела завладати западним и северним делом дубровачког залеђа и потиснути српску војску са Голубовог камена, и на тај начин успоставити промет на Јадранском туристичком путу. Операција је започела 4. јула 1992. године, а завршила се крајем истог месеца релативним  хрватским успехом.
Још једна нападна операција  Хрватске војске у дубровачком залеђу била је операција Влаштица којој је био циљ заузети доминантну, 915 метара високу коту, са које су српске јединице имале контролу над ширим подручјем . Акција је започела 22. октобра 1992. године а окончана је неколико дана после заузимањем Влаштице, Илијиног врха, Бувавца и избијањем на потезу Срњак – Орах – Бобовишта – кота Градина, одакле је ХВ  повремено нападала на српске положаје без успеха.ХВ је држала линију према српским снагама  до јануара 1996. године.

## Последице
Град и већи део дубровачке општине претрпели су  материјалну штету. У самом Дубровнику уништени су неки објекти. Један број кућа у селима је опљачкан и запаљен. Штета од разарања је данас готово у потпуности санирана, а Црна Гора се обавезала да ће исплатити део ратних разарања.